# 1. Amateurliga Schwarzwald-Bodensee 1971/72
Die 1. Amateurliga Schwarzwald-Bodensee 1971/72 war die 12. Spielzeit der gemeinsamen Spielklasse des Württembergischen Fußballverbandes und des Südbadischen Fußballverbandes. Es war zugleich die 22. Saison der 1. Amateurliga Württemberg und der 1. Amateurliga Südbaden und die 12. Spielzeit, in der in Württemberg in den beiden Staffeln Nordwürttemberg und Schwarzwald-Bodensee und in Südbaden in den beiden Staffeln Südbaden und Schwarzwald-Bodensee gespielt wurde. Die Meisterschaft der Schwarzwald-Bodensee-Liga gewann der FC Singen 04, der – wie bereits in der Saison 1970/71 – wenig später in der Aufstiegsrunde zur Regionalliga Süd erst im Entscheidungsspiel gegen den in der Aufstiegsrunde punktgleichen SV Waldhof Mannheim scheiterte.
Der VfB Friedrichshafen, der SV Kressbronn und der FC Furtwangen mussten den Gang in die 2. Amateurliga antreten.
Neben den Aufsteigern SpVgg Freudenstadt, ESV Singen und SV Weingarten kam in der folgenden Saison auch Regionalliga-Absteiger FC Villingen dazu.

## Abschlusstabelle
| Pl. | Verein                  | Sp. | Tore  | Punkte |
| --- | ----------------------- | --- | ----- | ------ |
| 1.  | FC Singen 04 (M)        | 30  | 72:18 | 49:11  |
| 2.  | FC Tailfingen           | 30  | 71:31 | 42:18  |
| 3.  | SV 03 Tübingen          | 30  | 40:23 | 37:23  |
| 4.  | FC Wangen               | 30  | 53:41 | 35:25  |
| 5.  | FV Ravensburg           | 30  | 53:44 | 34:26  |
| 6.  | FC Gottmadingen         | 30  | 46:45 | 30:30  |
| 7.  | SpVgg Lindau            | 30  | 38:40 | 30:30  |
| 8.  | FV Biberach             | 30  | 53:48 | 29:31  |
| 9.  | FC 08 Tuttlingen (N)    | 30  | 43:38 | 29:31  |
| 10. | FC Konstanz             | 30  | 43:46 | 28:32  |
| 11. | FV Ebingen              | 30  | 36:41 | 27:33  |
| 12. | SSV Reutlingen Amateure | 30  | 49:64 | 27:33  |
| 13. | SC Schwenningen         | 30  | 35:52 | 27:33  |
| 14. | VfB Friedrichshafen     | 30  | 36:48 | 25:35  |
| 15. | SV Kressbronn (N)       | 30  | 37:52 | 24:36  |
| 16. | FC Furtwangen (N)       | 30  | 13:87 | 07:53  |

| (M) | 1. Amateurligameister Schwarzwald-Bodensee 1970/71 |
| (N) | Aufsteiger aus den 2. Amateurligen 1970/71         |